# Piper lineatipilosum
Piper lineatipilosum är en pepparväxtart som beskrevs av Truman George Yuncker. Piper lineatipilosum ingår i släktet Piper och familjen pepparväxter. Inga underarter finns listade i Catalogue of Life.